# Monte Orsiera
De Monte Orsiera is een 2878 meter hoge berg in de Italiaanse regio Piëmont (provincie Turijn).
De berg is de hoogste top van het bergmassief Orsiera-Rocciavrè dat de scheiding vormt tussen het Valle di Susa en het Val Chisone. De Monte Orsiera ligt midden in het in 1980 opgerichte natuurpark Parco Naturale Orsiera Rocciavré. Langs de westelijke flank van het massief voert de pasweg Colle delle Finestre.
De top is vanuit verschillende punten te bereiken. De eenvoudigste en snelste route naar de top begint bij de berghut Selleries (1980 m) aan de zuidzijde. Van hier voert de tocht langs het Lago di Ciardonnet in twee uur naar het hoogste punt. Vanwege zijn vrije ligging biedt de top een spectaculair uitzicht over de Westelijke Alpen en de Povlakte. Enkele bergen die prominent in het panorama aanwezig zijn, zijn de Rocciamelone, Monviso, het Écrinsmassief, Massief van Mont-Cenis en de Monte Albergian.